# Euploea hypaspistes
Euploea hypaspistes är en fjärilsart som beskrevs av Hans Fruhstorfer 1910. Euploea hypaspistes ingår i släktet Euploea och familjen praktfjärilar. Inga underarter finns listade i Catalogue of Life.